# Human Rights First
Pour les articles homonymes, voir HRF.
Human Rights First ou HRF (anciennement Lawyers Committee for Human Rights) est une ONGI américaine orientée vers la protection des Droits de l'homme depuis 1978, basée à New York et Washington et actuellement dirigée par Michael Posner.